# Geek (Internet stranica)
Geek.hr je internetska stranica i portal namijenjen ponajviše korisnicima koji prate zbivanja u svijetu tehnologije (računala, mobitela, aplikacija, gadgeta i sl.). Stranica je osnovana 2010. godine od strane tvrtke Filip Media d.o.o., a uz sadržaj o tehnologiji svojim korisnicima nudi i razne druge teme kao što su vijesti iz znanosti, igračke industrije, pojmovnik te forum i chat gdje korisnici stranice mogu komunicirati međusobno i družiti se putem tih platformi. 

## Kategorije

### Mobiteli
Kategorija mobiteli namijenjena je ponajviše ljubiteljima pametnih telefona, a uz svakodnevne vijesti o razvoju mobilne telefonije, korisnicima nudi recenzije popularnih aktualnih uređaja i trenutno najistaknutije akcije. Uz to, čitateljima je na raspolaganju i potkategorija "tutoriali" koja pruža razne trikove i uputstva kako iskoristiti puni potencijal mobilnog uređaja i koje trikove vrijedi isprobati. 

### Znanost
Kategorija znanost bazira se ponajviše na vijestima i novitetima iz svijeta medicine, kemije, fizike, biologije te prenosi čitateljima rezultate raznih aktualnih istraživanja. Također, pod ovom kategorijom mogu se pronaći i članci koji govore o zbivanjima na planetu Zemlji, ali i u svemiru, kao i tehnologiji i tehnološkim postignućima. 

### Web & IT
Web & IT ponajviše želi svojim čitateljima pobliže prikazati prednosti i mane softvera i hardvera te pružiti što je više moguće novosti i savjeta o istima. U ovoj kategoriji moguće je pronaći mnoštvo tutorijala i recenzija raznih hardverskih uređaja i aplikacija.   

### Hi-Tech
Hi-Tech je kategorija koja obuhvaća nešto širi opseg kada je riječ o tehnologiji, a bazira se na četiri potkategorije.  

#### Future
Future je potkategorija koja se bavi svojevrsnim pogledom u budućnost, odnosno korisnicima pruža uvid u mogućnosti i tehnologiju kakva bi mogla postojati u bližoj ili daljnjoj budućnosti. Osim toga, predstavljena je tehnologija koja je malo poznata u domaćim društvenim krugovima. 

#### Crypto
Crypto donosi svakodnevne vijesti iz svijeta kriptovaluta. Budući da je upravo taj svijet uvelike napredovao i nastavlja uzlaznom putanjom, broj novih kriptovaluta raste vrlo brzo i samim porastom broja kriptovaluta razvijaju se i nove tehnologije kojima se iste mogu "rudariti", odnosno prikupljati. Također, važna stavka kod korištenja i skupljanja, odnosno kupovanja i prodavanja kriptovaluta jest svakodnevno pratiti kretanje vrijednosti svake od njih te se stoga javlja potreba za redovnim održavanjem potkategorije Crypto.  

#### Gadget
Gadget čitateljima predstavlja nove uređaje čiji je primarni zadatak da, svaki na svoj način, poboljša kvalitetu življenja korisnicima i olakša neke od svakodnevnih zadataka. 

#### Automoto
Automoto je potkategorija namijenjena isključivo ljubiteljima automobila i motocikala te također raznih novih i inovativnih prijevoznih sredstava i uređaja koji poboljšavaju iskustvo vožnje i transporta. Uz to, donosi svakodnevne vijesti koje se tiču te tematike kao i razne akcije te recenzije starih i novih proizvoda. 

### Sci-Fi
Za osobe koje uživaju u znanstvenoj fantastici namijenjena je kategorija Sci-Fi. Naglasak u ovoj kategoriji prvenstveno je na predstavljanju i recenzijama raznih filmova i serija koji spadaju upravo u žanr znanstvene fantastike. Uz filmove i serije, korisnici mogu pronaći recenzije i za razne knjige ili stripove, ali i poneku vijest ili zanimljivost nevezanu filmski ili književni svijet. 

### Gaming
Budući da je Geek primarno namijenjen svim zaljubljenicima u tehnologiju, Gaming je među popularnijim temama na stranici. Naravno, ova kategorija donosi svakodnevne vijesti iz svijeta računalnih igrica te igrica za razne konzole, kao i recenzije istih. Uz to, čitateljima se predstavljaju planovi za nove igrice koje bi se tek trebale pojaviti na tržištu, datumi izlaska određenih naslova i trenutna stanja u razvoju raznih "gaming" projekata. Uz spomenute igrice za računala i konzole, poprilično je velik naglasak i na igricama za pametne telefone budući da je njihov razvoj u velikom porastu. 

### E-kako
Glavna zadaća ove kategorije jest čitateljima pružiti pojmovnik za neke od tehničkih pojmova i izraza s kojima su se možda dosad susretali, ali nisu bili sigurni što neki od njih znače. Također, jedan odjeljak kategorije posvećen je i samom hrvatskom pravopisu te su opisane neke od najčešćih grešaka u pisanju i njihove točne varijante. 

### Jackpot
Jackpot je kategorija posvećena čitateljima koji vole razvijati razne strategije za klađenje, kasino igre ili igre na sreću. Donosi savjete za kladionicu i kasina te predstavlja neke od aktualnih ponuda i bonusa određenih stranica za klađenje. Također, ovdje se mogu pronaći i recenzije nekih od najpoznatijih stranica za klađenje i upute kako se registrirati i koristiti ih. 

### Forum
Forum je namijenjen prvenstveno web developerima, webmasterima, digitalnim i SEO stručnjacima, te svima ostalima koji žele međusobno izmjenjivati mišljenja na razne stručne teme. Teme se mogu ticati i pojedinih članaka ili objava na samoj stranici, a mogu biti i iz svakodnevnog života te nevezane uz samu stranicu. Forum je nastao spajanjem legendarnog Webmajstori.net foruma s portalom GeeK.hr

### Chat
Chat je također posvećen i osmišljen kako bi se korisnici stranice mogli međusobno družiti preko jedinstvene internetske platforme, ali je poprilično dinamičniji od foruma jer korisnicima pruža puno više mogućnosti od kojih je najistaknutija mogućnost upoznavanja drugih ljudi i privatnog pisanja s jednom osobom. Chat koji se koristi na stranici naziva se "Mobchat" i trenutno je najveća chat platforma u Hrvatskoj po broju aktivnih korisnika. 

## Vanjske poveznice

### Mrežna mjesta
- Službena Facebook stranica Geek.hr

- Službeni Twitter račun Geek.hr

- Službeni Instagram račun Geek.hr

- Službeni YouTube kanal Geek.hr